# ملعب الشهداء (اليمن)
ملعب الشهداء ملعب متعدد الاستخدامات يقع في محافظة أبين، اليمن. يتم استخدامه بشكل أساسي لإقامة مباريات كرة القدم. يعتبر الملعب الرئيسي لنادي حسان أبين. يتسع الملعب لحضور عشرين ألف متفرج.